# Lagrangeova rovnice druhého druhu
Lagrangeova rovnice druhého druhu je efektivní nástroj analytické mechaniky na sestavování pohybových rovnic pro soustavy těles. Je založena na energetickém principu a lze ji použít pouze pro konzervativní soustavy.

## Rovnice
{\displaystyle {\frac {d}{dt}}\left({\frac {\partial E_{k}}{\partial {\dot {q}}_{i}}}\right)-{\frac {\partial E_{k}}{\partial q_{i}}}+{\frac {\partial E_{p}}{\partial q_{i}}}+{\frac {\partial E_{d}}{\partial {\dot {q}}_{i}}}={\frac {\partial A}{\partial q}}={\frac {\partial W}{\partial {\dot {q}}_{i}}}=Q,i=1,...,n}

## Popis veličin
- {\displaystyle E_{k}} - kinetická energie
- {\displaystyle E_{p}} - potenciální energie
- {\displaystyle E_{d}} - disipovaný výkon (tlumení)
- {\displaystyle q_{i}} - zobecněná souřadnice (např. vzdálenost nebo úhel)
- {\displaystyle A} - (virtuální) práce vnějších sil
- {\displaystyle W} - výkon vnějších silových účinků
- {\displaystyle Q} - vnější síla